# Alex nigrozonata
Alex nigrozonata é uma espécie de inseto do gênero Alex, pertencente à família Formicidae.